# グリポスクス
グリポスクス（学名：Gryposuchus）は、ガビアル科のワニの絶滅した属。グリポスクス亜科の模式属である。アルゼンチン、コロンビア、ベネズエラ、ブラジル、ペルーのアマゾンから化石が発見されている。新第三紀中新世中期から第四紀更新世後期にかけ生息していた。近年報告された G. croizati は全長10mに達したと推定されている。

## 種
グリポスクスの模式種は G. jessei であり、これはブラジルのパウイニ川周辺から収集された保存状態の良い吻部に基づいて1912年に命名された。標本は1943年のハンブルクへの爆撃により第二次世界大戦中に破壊されたとされている。前胸部と上顎からなるもう1つの標本「UFAC 1272」はセナ・マドゥレイラ地域近郊で発見され1993年に同種として認められた。第2の種である G. neogaeus は1982年にグリポスクス属の種として認められた。この標本は当初1885年にアルゼンチンで報告されていたが、ラムフォストモプシス属に分類されていた 。
さらに別の種 G. colombianus は中新世や鮮新世まで遡る鉱床から発見された。もともとはガビアル属に分類されていたが1965年に命名されグリポスクスへ再分類された。ペルーのアマゾン熱帯雨林のフィッツカルトアーチから出土したグリポスクスの断片化石は、中新世中期の終盤の時代の物であり、G. colombianus と類似しているが吻部の比率が異なる。

G. croizati (水色)の大きさを表す比較図

2008年に記載された種である G. croizati はベネズエラ北西部の中新世後期ウロマコ層から発見された種で、上顎の歯が少ないことや頭頂部の前眼窩窩と前眼窩窓の狭間の構造（interfenestral bar）が細いこと、大きく分かれ減少した口蓋の穴といった特徴から他のグリポスクス属の種と識別が可能である。頭蓋骨の眼窩の測定に基づき、全長は10.15m、体重は1745キログラムと推定された。吻部の先端から上後頭骨まで頭部全体の長さを測定すると推定値は最大で3倍まで大きくなるが、ワニの吻部の比率は差が大きく、後者の数値は全長と体重を正確に推定できない可能性が大きい。とはいえ G. croizati が最大級のワニの1つであったことに変わりはなく、マレーガビアルに近縁なランフォスクスの推定全長が15mから10mに引き下げられているため、これが正しい場合には G. croizati がガビアル科における最大の種であった可能性がある。
ペルーのアマゾン熱帯雨林のペバス層から収集された頭骨の一部が2016年にロルドフォ・サラス・ギスモンディらによって Gryposuchus pachakamue と命名された。本種のホロタイプ標本 MUSM 987 は、側頭部及び後頭部の骨が欠けたものの保存状態の良い62.32センチメートルの頭骨など、若い個体の一連の標本を含む。種小名は神や語り部を表すケチュア語の単語にちなんで名づけられた。上顎と下顎に22本の歯があること、現代のインドガビアルに類似した吻部が特徴である。眼窩が長いというよりもむしろ広く、そしてグリポスクス亜科を含めて他のガビアルのようには上を向いていないことも特徴の1つである。これは G. pachakamue が完全に発達した圧縮された眼窩を持たなかった（目が突出していなかった）ことを意味する。
1300万年前のアマゾンの生態系に生息していた種はこの地域のガビアルの類において最古のものであり、圧縮された眼窩の構造は原始的なままであった。眼窩の構造の発達は現代の河川で見られる他のガビアルとの収斂進化の一例である。G. neogaeus および G. colombianus は、G. jessei のシノニムであるとの指摘があるが、解剖学的な差異が多いため可能性は低い。

## 分布
ピスコガビアリスなどのグリポスクス亜科は沿岸部の堆積物の層とみられる地域から発見されている。ベネズエラのウルマコ層には海洋の地層も含有され、ここにグリポスクスの化石が存在することからグリポスクスは沿岸部に生息していた仮説がある。しかしコロンビアのラ・ベンタなどG. colombianusの化石が発見された特定地域では明らかに海洋環境になく、全てのグリポスクス亜科の生物が沿岸に生息していたわけではないことを明示している。グリポスクスの化石はアルゼンチン、ブラジル、ペルー、コロンビア、ベネズエラの中新世の地層及びブラジルの更新世の地層から発見されている。